# Skillington
Skillington est un village et une paroisse civile du district de South Kesteven dans le Lincolnshire, en Angleterre. La population de la paroisse civile au recensement de 2011 comptait 345 habitants. Il est situé à 2,4 km à l'ouest de la route A1, à 10 km au sud de Grantham et à moins de 5 km de la frontière du Leicestershire. En 2021, la population comptait 314 habitants.

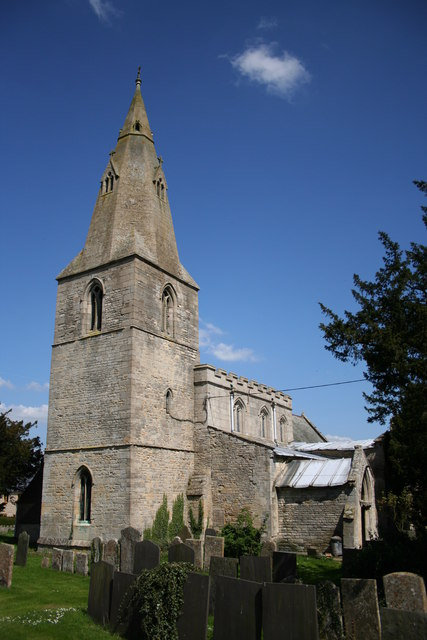
L'église St James

Les villages voisins sont Buckminster, Sproxton, Stainby, Sewstern (en), Colsterworth et Woolsthorpe-by-Colsterworth, ce dernier étant le lieu de naissance de Isaac Newton.
L'église paroissiale est un bâtiment classé Grade I dédié à Jacques de Zébédée. Elle date du XIe siècle et est construite en pierre calcaire. La tour date du XIIIe siècle. La sacristie a été ajoutée au XIXe siècle. Les fonts baptismaux datent du XIVe siècle et il y a un coffre en chêne qui date du XVIIe siècle. Construites dans le mur nord du chœur se trouvent deux dalles funéraires du XIIIe siècle, l'une réutilisée à la mémoire de John Bowfield, décédé en 1730. Il y a deux vitraux à la mémoire du révérend Charles Hudson, vicaire, tué sur le Cervin en 1865.